# Aristêneto (epistológrafo)
Aristêneto (em latim: Aristaenetus; em grego: Ἀρισταίνητος; romaniz.: Aristaínetos) foi um epistológrafo grego do século V ou VI. Foi anteriormente identificado com Aristêneto de Niceia (amigo de Quinto Aurélio Símaco), que morreu no sismo em Nicomédia de 358, mas as evidências apontam para uma data muito posterior. De sua autoria chegaram até nossos dias, dois livros de histórias de amor, em forma de cartas; os temas são emprestados das elegias eróticas de escritores de Alexandria como Calímaco, e a linguagem é uma colcha de retalhos de frases de Platão, Luciano, Alcifrão e outros. As histórias são débeis e insípidas, e cheias de incidentes estranhos e improváveis.

## Edições
- Rudolf Hercher, Epistolographi Graeci: accedunt Francisci Boissonadii ad Synesium notae ineditae. Recensuit, recogn., annotatione critica et indicibus instruxit. Didot, Paris 1873. Texto em grego e tradução em latim.

- Aristainetos: Erotische Briefe. Tradução de Albin Lesky. Artemis, Zurique 1951.

- Bernhard Kytzler (editor): Erotische Briefe der griechischen Antike: Aristainetos, Alkiphron, Ailianos, Philostratos, Theophylaktos Simokattes. Winkler, Munique 1967.